# Holi
Holi (Hindi: होली) ili Phagwah (Bhožpuri) je popularni hinduistički proljetni festival očuvan u Indiji, još je poznat kao "Festival boja". U Zapadnom Bengalu je poznat kao Dolyatra (Doljatra) ili Boshonto Utshob ("proljetni festival").
Prvog dana pale se krijesovi označavajući goruću Holiku. 
Drugog dana, poznatom kao Dhulandi, ljudi provode čitave dane bacajući obojeni prah i vodu jedni na druge.
Rangapanchami je nekoliko dana kasnije od Panchamija (peti dan punog mjeseca), označavajući kraj festivala koji sadrže boje. 
Iako je to Hindu proslava, ostale regije Indije također je slave. U stvari, neke od proslava Holija upravo su najbolje u Punjabu, gdje ga Hindusi i Siki slave zajedno. Ovo slavlje u Punjabu sadrži svirke dholija i ostalih glazbenih instrumenata a slave ga kako djeca tako i odrasli.

## Vrijeme praznika
Holi se slavi preko dva dana u kasnoj veljači i ranom ožujku. Po hinduističkom kalendaru pada na Phalgun Purnima (ili Pooranmashi, pun mjesec). Tako su nadnevci za 2017. 13. ožujka, za 2018. je 2. ožujka, a za 2019. 21. ožujka.